# Victorin Duguet
Pour les articles homonymes, voir Duguet.
 Victorin Duguet, né le 28 juillet 1905 à Saint-Florent-sur-Auzonnet et mort le 7 octobre 1989 à Aubord, est un mineur et syndicaliste français. Il a été secrétaire général de la Fédération nationale des travailleurs du sous-sol et le premier président des Charbonnages de France.

## Biographie
Victorin Duguet est né dans une famille de mineurs. Après avoir passé son certificat d'études, il travaille dans les mines de Trélys-Le Martinet (Gard) de 1918 à 1929.
Son activité syndicale commence en 1921 lorsqu'il adhère à la Confédération générale du travail (CGT) puis à la Confédération générale du travail unitaire (CGTU). Il devient en 1929 secrétaire du Syndicat régional unitaire des mineurs et similaires du Gard. En juillet 1935, il est secrétaire de la Fédération nationale des mineurs unitaires, et en décembre 1935, après la réunification de la CGT, secrétaire de la Fédération nationale des travailleurs du sous-sol.
Il milite également au Parti communiste auquel il adhère en 1928. Il publie notamment des articles dans un journal local du parti et à l'Humanité.
En 1943, Victorin Duguet organise, avec Henri Martel, Noël Sinot et Jean Seyne, la reconstitution de la Fédération clandestine des travailleurs du sous-sol, dont il est ensuite le secrétaire général de 1945 à 1956.
Il est le premier président des Charbonnages de France de juin 1946 à novembre 1947.
Il siège au Conseil économique de 1947 à 1950.